# Лентини, Джакомо
Джакомо Лентини (итал. Giacomo da Lentini или Jacopo (il) Notaro; ок. 1210 — ок. 1260) — итальянский поэт.
Документы 1233 и 1240 годов называют его придворным нотариусом (отсюда прозвище «Нотарий») и королевским посланником. В апреле 1240 года он был назначен комендантом форта Карсильято. Его не раз упоминал Данте Алигьери в «Божественной Комедии» и в трактате «О народном красноречии», считая создателем поэтической формы — сонета. Эта поэтическая форма использовалась поэтами сицилийской школы — Фридрихом II Гогенштауфеном, Пьетро делла Винья, Джакомо Мостаччи, Ринальдо IV Риматоре (Рифмач) д’Аквино, Маццео ди Рикко и Филиппо да Мессина. Некоторые строфы Джакомо Лентини послужили образцом для сонетов Данте к Беатриче:

Желание любви часто

Удесятеряет силу ума и как

Страх опасности заставляет действовать;

Не обойду это молчанием

И скажу многим людям:

Не жалею колеблющихся.

Я обхожу молчанием, что живу в печали,

Любовь я удесятерил

Для мести

И размышления по-римски

Вредны, ибо скрытны,

Любой бы сказал:

«Остерегайтесь его».

И я это говорю, хоть и боюсь

Быть слишком неприятным,

Стараясь служить вам, искренняя женщина;

Мы два сердца соединили в союзе:

Боялся я лица Амор, ведущего меня.